# Mostazal
Mostazal ist eine Stadt und Kommune in der Provinz Cachapoal in der Región del Libertador General Bernardo O’Higgins in Chile. Bei der Volkszählung im Jahr 2017 hatte sie 25.343 Einwohner. Die Gemeinde erstreckt sich über eine Fläche von 523,9 km².
Mostazal liegt im Zentraltal Chiles etwa 60 Kilometer südlich der Hauptstadt Santiago de Chile und 10 Kilometer nördlich von Rancagua, der Hauptstadt der Provinz Cachapoal.

## Bevölkerung
Laut der Volkszählung des Nationalen Statistikinstituts von 2002 hatte Mostazal 21.866 Einwohner (11.038 Männer und 10.828 Frauen). Davon lebten 17.903 (81,9 %) in städtischen Gebieten und 3963 (18,1 %) in ländlichen Gebieten. Die Bevölkerung wuchs zwischen den Volkszählungen 1992 und 2002 um 20,6 % (3728 Personen). Im Jahr 2017 zählte man 25.343 Personen.